# Кувшинка душистая
Кувшинка душистая (лат. Nymphaea odorata) — вид растений рода Кувшинка (Nymphaea) семейства Кувшинковые (Nymphaeaceae).

## Ботаническое описание
Многолетнее травянистое растение. Водное растение, произрастающее на глубине более 40 см, обычно образует разветвленные корневища, которые имеют цилиндрическую форму и не образуют луковицеобразных утолщённых боковых побегов. Стебель листа обычно не имеет коричнево-красных продольных полос. Плавающая листовая пластинка снизу красная или пурпурная, с заострёнными или остроконечными базальными долями.
Цветки-гермафродиты обычно имеют диаметр от 7 до 15 (редко до 19) см. Четыре чашелистика имеют цвет от зелёного до красноватого. Свободных лепестков обычно от 23 до 32 (14–43) белых, реже розовых. От 35 до 120 тычинок жёлтого цвета. Диск рыльца имеет от 10 до 25 лучей. Цветки закрываются на ночь. Период цветения в северном полушарии — с июня по август. Яйцевидные семена 1,5–4,5 × 0,9–3 мм, длина в 1,5–1,75 раза превышает ширину. Плоды шаровидные, созревают под водой.
Число хромосом 2n = 42, 56 или 84.

## Распространение
Вид встречается в теплых и умеренных районах Северной Америки, Центральной Америки, на Кубе и Багамских островах в озёрах, прудах, медленно текущих водах и каналах.

## Классификация
Выделяют два подвида:
- Nymphaea odorata subsp. odorata Aiton: распространена от Канады через США до Мексики и Сальвадора, от Гондураса до Никарагуа, а также на Багамах, Кубе и в Пуэрто-Рико.
- Nymphaea odorata subsp. tuberosa (Paine) Wiersma & Hellquist, syn.: Nymphaea tuberosa Paine: распространена от канадских провинций Онтарио, Квебек, а также Манитоба до северо-восточных и центральных районов США.

## Использование
Кувшинка душистая редко используется в качестве декоративного растения в садовых прудах. В Северной Америке она считается лекарственным растением. Корневища использовались коренными американцами для лечения кашля и простуды. Вид культивируется с 1786 года. Является материнским видом многочисленных гибридов.
Подводные стебли служат пищей ондатрам.